# Мадан, Георгий Константинович
Георгий Константинович Мадан (рум. Gheorghe Madan; 16 августа 1938, с. Трушены Страшенского района, Республика Молдова — 14 июня 2018) — советский и молдавский писатель, педагог, редактор. Общественный деятель, депутат парламента Республики Молдова. Заслуженный гражданин Молдавии (2003).

## Биография
В 1960 году окончил Молдавский государственный университет. Работал учителем, директором школы, главным редактором газеты «Zorile Moldovei» («Заря Молдовы» в Чимишлии и «Tinerimea Moldovei» («Молодежь Молдавии»), затем — директор литературного музея «Д. Кантемира» (1974–1988).
Избирался депутатом парламента Республики Молдова.

## Творчество
Автор романов, рассказов и повестей. В романе «Semne bune anul are» («Добрые знаки года», 1965) писатель правдиво передает моменты жизни и деятельности коллектива сельской школы.
Дилогия «Spicul visului» («Колос мечты, 1973) и «Cruciş de săbii» («Скрещение мечей», 1977) – эпическое историческое повествование, посвящённое Дмитрию Кантемиру. В этих романах показаны дружба молдавского господаря с Петром I, их союз в борьбе против турок, деятельность Кантемира в качестве советника русского царя по делам Востока, раскрыто его значение как учёного и писателя. Писал о жизни молдавского села «Piatra de temelie» («Краеугольный камень», 1980).
Известен как автор рассказов и очерков: «Povestiri» («Рассказы», 1962), «La gura grădinilor» («В устье садов», 1969), «Botezul» («Крещение», 1984).
Написал около 15 книг.

## Награды
- Орден «Трудовая слава» (Республика Молдова) (1998),
- C 2003 года носил почётное звание «Om Emerit» (Заслуженный гражданин Республики Молдова).